# Kwas laurynowy
Kwas laurynowy – organiczny związek chemiczny, nasycony kwas tłuszczowy, który wspomaga układ immunologiczny. Występuje w naturalnych tłuszczach i olejach, szczególnie w oleju z orzechów kokosowych.